# ميراني (مغنية)
كيم يون جين، المعروفة مهنيًا بإسم ميراني (بالكورية: 김윤진)‏ هي مغنية راب وكاتبة الأغاني كورية جنوبية، ولدت في 14 مايو 1996 في كوريا الجنوبية.

## روابط خارجية
- Mirani على موقع ميوزك برينز (الإنجليزية)